# Eric Prydz
Eric Sheridan Prydz (Täby, 1976. július 19. –) svéd lemezlovas, zenész és zenei producer. 2004-ben tett szert hírnévre a "Call on Me" című slágerrel, amit több sikeres kislemeze követett, úgy mint a "Proper Education" 2007-ben, a különösen sikeres "Pjanoo" 2008-ban, vagy az "Opus" 2015-ben. 2016-ban jelent meg első stúdióalbuma, az Opus.
Prydz munkássága során számos művésznevet és álnevet is használt valódi nevén túl, ezek közé tartozik a Pryda és a Cirez D. 2008-ban további három lemezlovas, Axwell, Sebastian Ingrosso és Steve Angello társaságában alapítója volt a Swedish House Mafia formációnak, de még ugyanebben az évben, a hivatalos megalakulás időszakában otthagyta az együttest, ennek ellenére többször is közreműködött a későbbiekben Axwellel és Angelloval.

## Diszkográfia

### Stúdióalbumok
- Opus (2016)